# Pseudagrion rubriceps
Pseudagrion rubriceps – gatunek ważki z rodziny łątkowatych (Coenagrionidae).